# Hancăuți
Hancăuți è un comune della Moldavia situato nel distretto di Edineț di 1.122 abitanti al censimento del 2004